# Emilie de Ravin
Emilie de Ravin (Mount Eliza, Victoria; 27 de diciembre de 1981) es una actriz australiana, conocida principalmente por su participación en las series de televisión Roswell, Lost y Once Upon a Time.
Entre sus trabajos cinematográficos más destacados se encuentra la película de cine negro Brick, donde interpreta a Emily, y la película de terror The Hills Have Eyes, como Brenda Carter. Entre sus trabajados más destacados de 2009 se encuentra su cameo en Enemigos públicos, y la película Remember Me, la cual se estrenó en 2010.

## Biografía
Emilie de Ravin nació en el pueblo costero de Mount Eliza, en el estado australiano de Victoria, siendo la menor de tres hermanas. Sus abuelos eran franceses. 
A los nueve años comenzó a estudiar y practicar ballet en la Christa Cameron Schooly de Melbourne; además, su madre le daba clases en su casa. Más tarde fue aceptada en la academia Australian Ballet School a los quince años de edad. Posteriormente, realizó la gira mundial de dicha institución, Danceworld 301, convirtiéndose así en una bailarina profesional. 
Con el paso del tiempo, tras lesiones y mezclar la danza con la interpretación en las funciones, descubrió que era esto último lo que realmente le atraía, provocando que empezara a estudiar arte dramático en Australia. Un año más tarde, en Los Ángeles, se incorporó a la academia de actuación Prime Time Actors Studio, comenzando ahí su carrera como actriz.

## Carrera
Emilie consiguió su primer papel serio en la serie de televisión BeastMaster, donde hacía de Curupira. Más tarde se incorporó a la serie de ciencia ficción Roswell, en el papel de Tess Harding, cuando tenía dieciocho años.
A los 22 años comenzó con Lost formando parte del reparto principal, interpretando a la embarazada Claire Littleton. En 2005 estrenó su primer trabajo cinematográfico en el drama/thriller Brick, una película que triunfó en el Sundance Film Festival. En esta interpretó a Emily Kostich, una adicta a la heroína exnovia de Brendan Frye (Joseph Gordon-Levitt). En una entrevista sobre la película, Ravin dijo que se sintió atraída por el guion porque era original y los adolescentes en la película son muy profundos y emocionales para su edad. También en 2005 participó en la película navideña de horror y comedida Santa's Slay. En 2006 protagoniza la película de terror The Hills Have Eyes, como Brenda Carter. 
En 2007 recibe un premio honorífico del Consejo Cinematográfico Australiano junto a Nicole Kidman, Russell Crowe, Heath Ledger y Hugh Jackman. También este año participa junto a otros famosos en la campaña Raise Your Hand and Make a Difference para concientizar sobre el cáncer de mama; aparte de esta colaboración, Emilie participa en otras asociaciones [¿cuál?]de ayuda humanitaria frecuentemente.
En 2007, Variety informó que iba a ser protagonista en Ball Don't Lie, que se estrenó en 2008 en el Festival de Cine de Tribeca, y llegó a los cines a principios de 2009. En esta película interpreta a Baby, una prostituta que vive en la calle junto a su niño 
Durante 2009 estuvo trabajando en diversos proyectos cinematográficos, The Perfect Game, basada en hechos reales donde interpreta el papel de Frankie y en la película Enemigos públicos, donde realiza un pequeño cameo como Barbara Patzke una cajera de banco, junto a Johnny Depp y Christian Bale entre otros. También protagoniza junto a Robert Pattinson la película Remember Me, un drama romántico que cuenta la historia de dos jóvenes y sus familias. Remember Me fue filmada en 2009 y tuvo su amplio estreno el 12 de marzo de 2010.
Emilie interpreta la película finlandesa Love and Other Troubles dirigida por Samuli Valkama. La película cuenta la historia de la Ville (Jussi Nikkila) y su padre (Ville Virtanen), en donde ambos se enamoran de la misma mujer, interpretada por De Ravin.
En 2012 consigue el papel de Bella (de La Bella y la Bestia) en el nuevo drama de ABC Once Upon a Time, que cuenta cómo una terrible maldición hace olvidar a los míticos personajes de los cuentos quiénes son en realidad. Su personaje apareció por primera vez en el capítulo 12 de la primera temporada, titulado Skin Deep, donde comparte escena con Jennifer Morrison, Ginnifer Goodwin, Lana Parrilla y Robert Carlyle quien interpreta a la Bestia/Rumplestilstin. Trabajó en la serie hasta su final en 2018.

## Vida personal
Después de tres años de noviazgo con el actor Josh Janowicz, este se le propuso a Ravin en el Día de Año Nuevo de 2003 en Melbourne.
Durante el rodaje de Lost, de Ravin volaba hacia y desde Hawái una o dos veces por semana para volver a su casa en Burbank, California, que compartía con Janowicz y su caniche, Bella. La pareja se casó en 2006 en Melbourne, Australia. En junio de 2009 se informó de que han estado viviendo por separado y han pedido el divorcio. Cuatro meses después se canceló el divorcio después de un viaje a Japón con su marido. De Ravin está divorciada desde julio de 2014.
Emilie se involucra en asociaciones de ayuda humanitaria muy a menudo, principalmente las relacionadas con el cuidado del medio ambiente.
Actualmente es pareja de Eric Bilitch. En marzo de 2016 Emilie dio a luz a su primera hija, Vera Audrey. Su segundo hijo nació en noviembre de 2018. En abril de 2023 anunció que estaba esperando su tercera hija, la cual nació en agosto de ese año.

## Filmografía

### Cine
| Año  | Título                  | Personaje            | Notas                  |
| ---- | ----------------------- | -------------------- | ---------------------- |
| 2002 | Carrie                  | Chris Hargensen      | Secundario             |
| 2005 | Brick                   | Emily                | Secundario             |
| 2005 | Santa's Slay            | Mary "Mac" Mackenzie | Protagonista           |
| 2006 | The Hills Have Eyes     | Brenda Carter        | Protagonista           |
| 2008 | Ball Don't Lie          | Baby                 | Secundario             |
| 2009 | The Perfect Game        | Frankie              | Secundario             |
| 2009 | Enemigos públicos       | Barbara Patzke       | Secundario             |
| 2009 | High Noon               | Phoebe MacNamara     | Película de televisión |
| 2010 | Operation Endgame       | Hierofante           | Secundario             |
| 2010 | Remember Me             | Ally Craig           | Secundario             |
| 2010 | The Chameleon           | Kathy Jansen         | Protagonista           |
| 2012 | Love and Other Troubles | Sara                 | Protagonista           |
| 2015 | The Submarine Kid       | Alice                | Protagonista           |

### Series de televisión
| Año         | Título                | Personaje           | Notas                            | Canal                              |
| ----------- | --------------------- | ------------------- | -------------------------------- | ---------------------------------- |
| 1999 - 2000 | BeastMaster           | Curupira            | 8 episodios                      | Sindicación CTV                    |
| 2000 - 2002 | Roswell               | Tess Harding        | 28 episodios                     | The WB (1999-2001) UPN (2001-2002) |
| 2002        | Carrie                | Christine Hargensen |                                  | NBC                                |
| 2003        | NCIS                  | Nancy               | 1 episodio                       | CBS                                |
| 2003 - 2004 | The Handler           | Gina                | 2 episodios                      | CBS                                |
| 2004        | CSI: Miami            | Venus Robinson      | 1 episodio                       | CBS                                |
| 2004 - 2010 | Lost                  | Claire Littleton    | Protagonista (97 episodios)      | ABC                                |
| 2012 - 2018 | Once Upon a Time      | Belle French        | Elenco principal (118 episodios) | ABC                                |
| 2013        | Air Force One is Down | Francesca Romero    | Miniserie                        | NBC                                |
| 2013        | Hollywood Game Night  | Ella misma          | 1 episodio                       |                                    |
| 2022        | True Colours          | Liz Hindmarsh       |                                  | SBS TVNITV                         |

### Otros
| Año  | Título               | Personaje        | Notas      |
| ---- | -------------------- | ---------------- | ---------- |
| 2008 | Lost: Via Domus      | Claire Littleton | Videojuego |
| 2008 | Lost: Missing Pieces | Claire Littleton | 1 episodio |

## Premios y nominaciones
| Año  | Premio                  | Categoría                      | Título | Resultado |
| ---- | ----------------------- | ------------------------------ | ------ | --------- |
| 2007 | Monte-Carlo TV Festival | Mejor actriz - Serie Dramática | Lost   | Nominada  |
| 2008 | Monte-Carlo TV Festival | Mejor actriz - Serie Dramática | Lost   | Nominada  |
| 2010 | Monte-Carlo TV Festival | Mejor actriz - Serie Dramática | Lost   | Nominada  |

### Screen Actors Guild Awards
| Año  | Categoría | Trabajo | Resultado |
| ---- | --- | ------- | --------- |
| 2006 | Mejor Interpretación de un Reparto en una Serie de Drama (Compartido con: Adewale Akinnuoye-Agbaje, Naveen Andrews, Matthew Fox, Jorge Garcia, Maggie Grace, Josh Holloway, Malcolm David Kelley, Daniel Dae Kim, Yunjin Kim, Evangeline Lilly, Dominic Monaghan, Terry O'Quinn, Harold Perrineau, Michelle Rodriguez, Ian Somerhalder y Cynthia Watros) | Lost    | Ganadora  |